# Ardo Balla Foulbé
Ardo Balla Foulbé (auch: Bala, Bala Foulbé, Balla, Balla Foulbé) ist ein Dorf in der Landgemeinde Tamou in Niger.

## Geographie
Das von einem traditionellen Ortsvorsteher (chef traditionnel) geleitete Dorf befindet sich rund 32 Kilometer nordwestlich des Hauptorts Tamou der gleichnamigen Landgemeinde, die zum Departement Say in der Region Tillabéri gehört. Zu den Siedlungen in der näheren Umgebung von Ardo Balla Foulbé zählen Sakati im Nordwesten, Tiélla Foulbé im Südosten und Tientienga Fulbé im Südwesten.
Ardo Balla Foulbé ist Teil der Übergangszone zwischen Sahel und Sudan. Die durchschnittliche jährliche Niederschlagsmenge beträgt hier zwischen 500 und 600 mm. Beim Dorf liegt das Feuchtgebiet von Balla Foulbé. Dieses gehört zu einer Important Bird Area namens Makalondi district, die sich im Radius von rund 25 Kilometern um den Gemeindehauptort Makalondi erstreckt. Der Schweizer Missionar Pierre Souvairan, der von 1968 bis 1998 in der Gegend lebte, beobachtete hier etwa 310 verschiedene Vogelarten.

## Geschichte
Ardo Balla Foulbé war der Sitz eines alten autonomen Emirats, das wie die Nachbar-Emirate Dantchandou, Djongoré und Weil Souldou im 19. Jahrhundert dem Herrschaftsbereich des Kalifats von Sokoto untergeordnet wurde.
Im Zuge der Besetzung der späteren Niger-Kolonie richtete Frankreich am 1. Oktober 1902 in Ardo Balla Foulbé den Kanton Balla ein, der als Teil des autonomen Kreises Say zunächst zur Kolonie Dahomey gehörte. Im Jahr 1932 wurde der Kanton Balla aufgelöst und sein Gebiet dem Kanton Tamou angeschlossen.

## Bevölkerung
Bei der Volkszählung 2012 hatte Ardo Balla Foulbé 561 Einwohner, die in 131 Haushalten lebten. Bei der Volkszählung 2001 betrug die Einwohnerzahl 585 in 61 Haushalten und bei der Volkszählung 1988 belief sich die Einwohnerzahl auf 280 in 43 Haushalten.

## Wirtschaft und Infrastruktur
Es gibt eine Schule im Dorf.